# Beit Jann
Beit Jann (em hebraico: בית ג'ן) é uma vila drusa no Monte Meron no norte de Israel. Situada a 940 metros acima do nível do mar, Beit Jann é uma das localidades habitadas com maior altitude no país. Em 2021, ela tinha uma população de 12.307 habitantes.

## Etimologia
Durante a Idade Média, a vila era conhecida como Beitegene ou Bette-Gen, que pode ter derivado de em hebraico: בֵּית גַּנִּים, "Casa dos Jardins", uma vez que era circundada por pomares e vinhedos, como evidenciado pelos numerosos terraços nas proximidades.